# 생전신탁
생전신탁(生前信託, Living trust, inter vivos trust) 은 유언장이 필요없는 유언 대용 신탁으로 미국 신탁법의 제도이다. 신탁인이 살아 있는 동안 자산을 신탁에 맡기면서 형성되며 사망전에 자유로이 해체할 수 있으나 사망후는 불가하다. 유산에 포함될 재산을 신탁에 설정해 둠으로써 미국에서 절세하는 방법으로 널리 쓰인다. 유언장보다 더 유연할 뿐 아니라 공공기록으로 공개되지 않는 장점이 있다. 

## 참고 문헌
- ‘조건부 증여’보다는 ‘생전신탁’ 활용을[깨진 링크(과거 내용 찾기)]
- '유언장 필요없네'…자녀에 재산상속 리빙트러스트로
- 리빙 트러스트(Living Trust) 2012.04
- 리빙 트러스트 (Living Trust) 크리스찬저널 2012.09.14
- 리빙트러스트 (유산 상속을 위한 생전신탁)

## 같이 보기
- 사후신탁
- 신탁 (법률)